# Sam Bewley
Sam Bewley, född den 22 juli 1987 i Rotorua, Nya Zeeland, är en nyzeeländsk tävlingscyklist som tog OS-brons i bancyklingslagförföljelse vid olympiska sommarspelen 2008 i Peking.